# Ксенте Богоев
Др Ксенте Богоев (Леуново, код Гостивара, 20. октобар 1919 — Скопље, 20. април 2008) био је економиста и друштвено-политички радник СФР Југославије и СР Македоније. Од 1968. до 1974. године обављао је функцију председника Извршног већа Собрања СР Македоније.

## Биографија
Рођен је 20. октобра 1919. године у селу Леуново код Гостивара. Студирао је на Економском факултету у Београду, где је дипломирао и докторирао.
После рата обављао је многе друштвено-политичке функције:
- декан Економског факултета у Скопљу од 1960. до 1963. године
- ректор Универзитета у Скопљу од 1966. до 1968. године
- председник Заједнице југословенских универзитета од 1967. до 1968. године
- председник Савеза економиста Македоније од 1964. до 1967. године
- председник Савеза економиста Југославије од 1967. до 1969. године
- председник Научне секције економиста Југославије 1977. године
- од 1974. члан, а од 1992. до 1999. године председник Македонске академије наука и уметности
- председник Извршног већа Собрања СР Македоније од 1968. до 1974. године
- члан Председништва СР Македоније од 1974. до 1977. године
- гувернер Народне банке Југославије од 1977. до 1981. године

Године 2007. одликован је Орденом заслуга за Македонију.
Умро је 20. априла 2008. године у Скопљу.

## Научна делатност
У научној делатности посветио се претежно изучавању функција, односа и институција у области друштвених финансија, посебно финансијских односа између друштвено-политичких заједница, фискалног федерализма и фискалне координације.
За студију „Локалне финансије Југославије“ добио је републичку награду за науку. Већи број његових радова односи се на привредни систем и развој, у првом реду развој СР Македоније и неразвијених подручја. Обрађивао је многа актуална питања монетарне теорије и политике.